# 1. Fußball-Club Nürnberg Verein für Leibesübungen 1990-1991
Questa voce raccoglie le informazioni riguardanti il 1. Fußball-Club Nürnberg Verein für Leibesübungen nelle competizioni ufficiali della stagione 1990-1991.

## Stagione
Nella stagione 1990-1991 il Norimberga, allenato da Arie Haan, concluse il campionato di Bundesliga al 15º posto. In Coppa di Germania il Norimberga fu eliminato al secondo turno dall'Eintracht Francoforte.

## Rosa
| N. |                     | Ruolo | Calciatore              |
| -- | ------------------- | ----- | ----------------------- |
|    | Germania (bandiera) | P     | Andreas Köpke           |
|    | Germania (bandiera) | P     | Kurt Kowarz             |
|    | Germania (bandiera) | D     | Uli Bayerschmidt        |
|    | Germania (bandiera) | D     | Jörg Dittwar            |
|    | Germania (bandiera) | D     | Ralf Dusend             |
|    | Germania (bandiera) | D     | Hans-Jürgen Heidenreich |
|    | Croazia (bandiera)  | D     | Vlado Kasalo            |
|    | Germania (bandiera) | D     | Marco Kurz              |
|    | Germania (bandiera) | D     | Ulf Metschies           |
|    | Germania (bandiera) | D     | Dieter Oßwald           |
|    | Germania (bandiera) | D     | Joachim Philipkowski    |
|    | Germania (bandiera) | D     | Uwe Wolf                |
|    | Germania (bandiera) | C     | Thomas Brunner          |

| N. |                      | Ruolo | Calciatore         |
| -- | -------------------- | ----- | ------------------ |
|    | Germania (bandiera)  | C     | Hans Dorfner       |
|    | Germania (bandiera)  | C     | Günter Drews       |
|    | Germania (bandiera)  | C     | Christian Hausmann |
|    | Germania (bandiera)  | C     | Marc Oechler       |
|    | Germania (bandiera)  | C     | Andreas Schöll     |
|    | Germania (bandiera)  | C     | Martin Wagner      |
|    | Germania (bandiera)  | C     | Uwe Weidemann      |
|    | Germania (bandiera)  | A     | Dieter Eckstein    |
|    | Germania (bandiera)  | A     | Frank Türr         |
|    | Germania (bandiera)  | A     | Reiner Wirsching   |
|    | Germania (bandiera)  | A     | Christian Wück     |
|    | Argentina (bandiera) | A     | Sergio Zárate      |

## Organigramma societario
Area tecnica
- Allenatore: Arie Haan
- Allenatore in seconda: Willi Entenmann, Dieter Lieberwirth
- Preparatore dei portieri:
- Preparatori atletici: Peter Kuhnt

## Calciomercato

### Sessione estiva
| Acquisti | Acquisti                | Acquisti        | Acquisti |
| R.       | Nome                    | da              | Modalità |
| -------- | ----------------------- | --------------- | -------- |
| D        | Hans-Jürgen Heidenreich | Hessen Kassel   |          |
| A        | Sead Kajtaz             | Velež Mostar    |          |
| D        | Marco Kurz              | Stoccarda       |          |
| C        | Uwe Weidemann           | Rot-Weiß Erfurt |          |
| A        | Sergio Zárate           | Vélez Sarsfield |          |

| Cessioni | Cessioni            | Cessioni            | Cessioni |
| R.       | Nome                | a                   | Modalità |
| -------- | ------------------- | ------------------- | -------- |
| C        | Aleksandar Abutovic | Schweinfurt 05      |          |
| C        | Christian Korek     | Meppen              |          |
| C        | Thomas Kristl       | Saarbrücken         |          |
| D        | Stefan Kuhn         | Wattenscheid 09     |          |
| A        | Souleyman Sané      | Wattenscheid 09     |          |
| C        | Martin Schneider    | Borussia M'gladbach |          |

### Sessione invernale
| Acquisti | Acquisti        | Acquisti              | Acquisti |
| R.       | Nome            | da                    | Modalità |
| -------- | --------------- | --------------------- | -------- |
| C        | Hans Dorfner    | Bayern Monaco         |          |
| A        | Dieter Eckstein | Eintracht Francoforte |          |

| Cessioni | Cessioni     | Cessioni | Cessioni |
| R.       | Nome         | a        | Modalità |
| -------- | ------------ | -------- | -------- |
| A        | Thomas Klein | Homburg  |          |

## Risultati

### Bundesliga

#### Girone di andata
| Arbitro: | Matheis |

|                    |           |             |
| Dittwar 29’ (rig.) | Marcatori | 21’ Paßlack |

| Arbitro: | Osmers |

|                             |           |                                 |
| Kirsten 41’ Foda 71’ (rig.) | Marcatori | 18’ Hausmann 89’ (rig.) Dittwar |

| Arbitro: | Broska |

|                                                              |           |                    |
| Metschies 9’ Dittwar 22’ (rig.) Kajtaz 58’ Hausmann 63’, 86’ | Marcatori | 54’ Olck 69’ Golke |

| Arbitro: | Führer |

|                         |           |                    |
| Sammer 30’ Allgöwer 48’ | Marcatori | 54’ (rig.) Dittwar |

| Norimberga 8 settembre 1990, ore 15:30 CEST 5ª giornata | Norimberga  | 0 – 0 referto | Karlsruhe | Städtisches Stadion (19 300 spett.)\| Arbitro: \| Assenmacher \| |
| Arbitro:                                                | Assenmacher |               |           |                                                                  |

| Arbitro: | Kasper |

|                         |           |                 |
| Hotić 29’, 32’ Lutz 59’ | Marcatori | 78’ (aut.) Lutz |

| Arbitro: | Kriegelstein |

|                                   |           |  |
| Wirsching 51’ Wagner 62’ Türr 82’ | Marcatori |  |

| Bochum 29 settembre 1990, ore 15:30 CEST 8ª giornata | Bochum   | 0 – 0 referto | Norimberga | Ruhrstadion (18 000 spett.)\| Arbitro: \| Theobald \| |
| Arbitro:                                             | Theobald |               |            |                                                       |

| Arbitro: | Prengel |

|                          |           |                          |
| Weidemann 43’ Wagner 84’ | Marcatori | 15’, 78’ Allofs 72’ Bode |

| Arbitro: | Steinborn |

|                    |           |  |
| Criens 23’ Max 49’ | Marcatori |  |

| Arbitro: | Harder |

|  |           |                                     |
|  | Marcatori | 3’, 19’ Sturm 83’ Janßen 86’ Banach |

| Arbitro: | Aust |

|                                                |           |  |
| Dittwar 9’ (aut.) Furtok 22’ Eck 82’ Nando 84’ | Marcatori |  |

| Arbitro: | Löwer |

|  |           |                    |
|  | Marcatori | 63’ Weber 64’ Bein |

| Arbitro: | Mierswa |

|  |           |                                |
|  | Marcatori | 65’ (rig.) Dittwar 86’ Oechler |

| Arbitro: | Föckler |

|          |           |                                                  |
| Türr 10’ | Marcatori | 39’ (aut.) Metschies 47’, 75’ Gries 81’ Unglaube |

| Arbitro: | Krug |

|               |           |  |
| Wohlfarth 34’ | Marcatori |  |

| Arbitro: | Dellwing |

|                                                     |           |                         |
| Zárate 19’ Oechler 20’ Heidenreich 22’ Eckstein 90’ | Marcatori | 13’ Sané 69’ Tschiskale |

#### Girone di ritorno
| Krefeld 23 febbraio 1991, ore 15:30 CET 18ª giornata | Bayer Uerdingen | 0 – 0 referto | Norimberga | Grotenburg Stadion (8 500 spett.)\| Arbitro: \| Harder \| |
| Arbitro:                                             | Harder          |               |            |                                                           |

| Arbitro: | Kasper |

|               |           |  |
| Metschies 63’ | Marcatori |  |

| Amburgo 8 marzo 1991, ore 20:00 CET 20ª giornata | St. Pauli | 0 – 0 referto | Norimberga | Millerntor-Stadion (18 600 spett.)\| Arbitro: \| Föckler \| |
| Arbitro:                                         | Föckler   |               |            |                                                             |

| Arbitro: | Dardenne |

|  |           |                   |
|  | Marcatori | 75’ (aut.) Kasalo |

| Arbitro: | Weber |

|                               |           |  |
| Hermann 25’ Kasalo 60’ (aut.) | Marcatori |  |

| Arbitro: | Führer |

|             |           |                                   |
| Dittwar 34’ | Marcatori | 7’, 26’, 84’ Labbadia 71’ Goldbæk |

| Arbitro: | Ziller |

|                                       |           |  |
| Allofs 45’ Andersen 82’ Hutwelker 90’ | Marcatori |  |

| Arbitro: | Fux |

|                              |           |                       |
| Eckstein 7’, 44’ (rig.), 78’ | Marcatori | 5’ Helmig 49’ Reekers |

| Brema 17 aprile 1991, ore 20:00 CEST 26ª giornata | Werder Brema | 0 – 0 referto | Norimberga | Weserstadion (16 100 spett.)\| Arbitro: \| Assenmacher \| |
| Arbitro:                                          | Assenmacher  |               |            |                                                           |

| Arbitro: | Osmers |

|                         |           |                 |
| Brunner 9’ Eckstein 79’ | Marcatori | 83’, 88’ Criens |

| Arbitro: | Malbranc |

|                                                  |           |             |
| Oechler 23’ (aut.) Littbarski 54’ Ordenewitz 69’ | Marcatori | 26’ Oechler |

| Arbitro: | Prengel |

|                                  |           |                  |
| Wolf 2’ Eckstein 15’ Oechler 49’ | Marcatori | 29’ Beiersdorfer |

| Arbitro: | Führer |

|  |           |                  |
|  | Marcatori | 34’ (aut.) Stein |

| Arbitro: | Umbach |

|             |           |          |
| Oechler 38’ | Marcatori | 41’ Zorc |

| Arbitro: | Dardenne |

|                     |           |                                             |
| Kretschmer 77’, 84’ | Marcatori | 6’ (rig.) Dittwar 24’, 50’ Oechler 34’ Wolf |

| Arbitro: | Weber |

|  |           |            |
|  | Marcatori | 35’ Strunz |

| Arbitro: | Merk |

|  |           |            |
|  | Marcatori | 8’ Dorfner |

### Coppa di Germania
| Arbitro: | Gangkofer |

|            |           |                                          |
| Martin 58’ | Marcatori | 13’ Kajtaz 27’ Hausmann 90’ Bayerschmidt |

| Francoforte sul Meno 3 novembre 1990, ore 15:30 CET Secondo turno | Eintracht Francoforte | 0 – 0 (d.t.s.) referto | Norimberga | Waldstadion (10 000 spett.)\| Arbitro: \| Tritschler \| |
| Arbitro:                                                          | Tritschler            |                        |            |                                                         |

| Arbitro: | Strigel |

|  |           |                             |
|  | Marcatori | 95’ Möller 111’ Falkenmayer |

## Statistiche

### Statistiche di squadra
| Competizione      | Punti | In casa | In casa | In casa | In casa | In casa | In casa | In trasferta | In trasferta | In trasferta | In trasferta | In trasferta | In trasferta | Totale | Totale | Totale | Totale | Totale | Totale | DR  |
| Competizione      | Punti | G       | V       | N       | P       | Gf      | Gs      | G            | V            | N            | P            | Gf           | Gs           | G      | V      | N      | P      | Gf     | Gs     | DR  |
| ----------------- | ----- | ------- | ------- | ------- | ------- | ------- | ------- | ------------ | ------------ | ------------ | ------------ | ------------ | ------------ | ------ | ------ | ------ | ------ | ------ | ------ | --- |
| Bundesliga        | 29    | 17      | 6       | 4       | 7       | 27      | 30      | 17           | 4            | 5            | 8            | 13           | 24           | 34     | 10     | 9      | 15     | 40     | 54     | -14 |
| Coppa di Germania | -     | 1       | 0       | 0       | 1       | 0       | 2       | 2            | 1            | 1            | 0            | 3            | 1            | 3      | 1      | 1      | 1      | 3      | 3      | 0   |
| Totale            | 29    | 18      | 6       | 4       | 8       | 27      | 32      | 19           | 5            | 6            | 8            | 16           | 25           | 37     | 11     | 10     | 16     | 43     | 57     | -14 |

### Andamento in campionato
| Giornata  | 1 | 2 | 3 | 4 | 5 | 6  | 7 | 8 | 9  | 10 | 11 | 12 | 13 | 14 | 15 | 16 | 17 | 18 | 19 | 20 | 21 | 22 | 23 | 24 | 25 | 26 | 27 | 28 | 29 | 30 | 31 | 32 | 33 | 34 |
| --------- | - | - | - | - | - | -- | - | - | -- | -- | -- | -- | -- | -- | -- | -- | -- | -- | -- | -- | -- | -- | -- | -- | -- | -- | -- | -- | -- | -- | -- | -- | -- | -- |
| Luogo     | C | T | C | T | C | T  | C | T | C  | T  | C  | T  | C  | T  | C  | T  | C  | T  | C  | T  | C  | T  | C  | T  | C  | T  | C  | T  | C  | T  | C  | T  | C  | T  |
| Risultato | N | N | V | P | N | P  | V | N | P  | P  | P  | P  | P  | V  | P  | P  | V  | N  | V  | N  | P  | P  | P  | P  | V  | N  | N  | P  | V  | V  | N  | V  | P  | V  |
| Posizione | 7 | 9 | 5 | 8 | 8 | 12 | 7 | 8 | 12 | 13 | 16 | 17 | 17 | 17 | 17 | 17 | 17 | 17 | 15 | 15 | 17 | 17 | 17 | 17 | 17 | 17 | 17 | 17 | 17 | 16 | 16 | 15 | 15 | 15 |

Legenda:

Luogo: C = Casa; T = Trasferta. Risultato: V = Vittoria; N = Pareggio; P = Sconfitta.

### Statistiche dei giocatori
| Giocatore       | Bundesliga | Bundesliga | Bundesliga  | Bundesliga | Coppa di Germania | Coppa di Germania | Coppa di Germania | Coppa di Germania | Totale   | Totale | Totale      | Totale     |
| Giocatore       | Presenze   | Reti       | Ammonizioni | Espulsioni | Presenze          | Reti              | Ammonizioni       | Espulsioni        | Presenze | Reti   | Ammonizioni | Espulsioni |
| --------------- | ---------- | ---------- | ----------- | ---------- | ----------------- | ----------------- | ----------------- | ----------------- | -------- | ------ | ----------- | ---------- |
| U. Bayerschmidt | 14         | 0          | 0           | 0          | 3                 | 1                 | 1                 | 0                 | 17       | 1      | 1           | 0          |
| T. Brunner      | 31         | 1          | 5           | 0          | 3                 | 0                 | 2                 | 0                 | 34       | 1      | 7           | 0          |
| J. Dittwar      | 31         | 7          | 9           | 0          | 3                 | 0                 | 0                 | 0                 | 34       | 7      | 9           | 0          |
| H. Dorfner      | 15         | 1          | 2           | 0          | 0                 | 0                 | 0                 | 0                 | 15       | 1      | 2           | 0          |
| G. Drews        | 10         | 0          | 2           | 0          | 0                 | 0                 | 0                 | 0                 | 10       | 0      | 2           | 0          |
| R. Dusend       | 0          | 0          | 0           | 0          | 0                 | 0                 | 0                 | 0                 | 0        | 0      | 0           | 0          |
| D. Eckstein     | 16         | 6          | 3           | 0          | 0                 | 0                 | 0                 | 0                 | 16       | 6      | 3           | 0          |
| C. Hausmann     | 14         | 3          | 0           | 0          | 3                 | 1                 | 0                 | 0                 | 17       | 4      | 0           | 0          |
| H. Heidenreich  | 23         | 1          | 3           | 1          | 0                 | 0                 | 0                 | 0                 | 23       | 1      | 3           | 1          |
| S. Kajtaz       | 8          | 1          | 2           | 0          | 1                 | 1                 | 0                 | 0                 | 9        | 2      | 2           | 0          |
| V. Kasalo       | 17         | 0          | 1           | 0          | 2                 | 0                 | 2                 | 0                 | 19       | 0      | 3           | 0          |
| T. Klein        | 1          | 0          | 0           | 0          | 0                 | 0                 | 0                 | 0                 | 1        | 0      | 0           | 0          |
| K. Kowarz       | 3          | 0          | 1           | 0          | 1                 | 0                 | 0                 | 0                 | 4        | 0      | 1           | 0          |
| M. Kurz         | 24         | 0          | 9           | 0          | 3                 | 0                 | 0                 | 0                 | 27       | 0      | 9           | 0          |
| A. Köpke        | 31         | 0          | 0           | 0          | 2                 | 0                 | 0                 | 0                 | 33       | 0      | 0           | 0          |
| U. Metschies    | 31         | 2          | 9           | 0          | 3                 | 0                 | 1                 | 0                 | 34       | 2      | 10          | 0          |
| M. Oechler      | 32         | 7          | 0           | 0          | 3                 | 0                 | 0                 | 0                 | 35       | 7      | 0           | 0          |
| D. Oßwald       | 0          | 0          | 0           | 0          | 0                 | 0                 | 0                 | 0                 | 0        | 0      | 0           | 0          |
| J. Philipkowski | 13         | 0          | 2           | 2          | 3                 | 0                 | 2                 | 0                 | 16       | 0      | 4           | 2          |
| A. Schöll       | 1          | 0          | 0           | 0          | 0                 | 0                 | 0                 | 0                 | 1        | 0      | 0           | 0          |
| F. Türr         | 20         | 2          | 0           | 0          | 3                 | 0                 | 0                 | 0                 | 23       | 2      | 0           | 0          |
| M. Wagner       | 30         | 2          | 8           | 0          | 3                 | 0                 | 1                 | 0                 | 33       | 2      | 9           | 0          |
| U. Weidemann    | 14         | 1          | 3           | 0          | 0                 | 0                 | 0                 | 0                 | 14       | 1      | 3           | 0          |
| R. Wirsching    | 26         | 1          | 4           | 0          | 2                 | 0                 | 0                 | 0                 | 28       | 1      | 4           | 0          |
| U. Wolf         | 18         | 2          | 7           | 0          | 1                 | 0                 | 1                 | 0                 | 19       | 2      | 8           | 0          |
| C. Wück         | 1          | 0          | 0           | 0          | 0                 | 0                 | 0                 | 0                 | 1        | 0      | 0           | 0          |
| S. Zárate       | 11         | 1          | 0           | 0          | 0                 | 0                 | 0                 | 0                 | 11       | 1      | 0           | 0          |